# Eje
Eje, Eye of Iyi was een farao uit de 18e dynastie van het oude Egypte. De naam Eje is onduidelijk vertaald, eigenlijk staat er Itefnetjer-iyi, hetgeen betekent: "Goddelijke vader, Eje". Zijn tweede naam luidt Chepercheperoere-Irimaat en betekent "Langdurig zijn de manifestaties van Re, dat doet wat goed is".

## Familie
De egyptoloog Nicholas Reeves somt in één adem de familie van Eje op:
- zoon van Yuya en Thuya
- broer van koningin Teye en Aänen
- (zeer waarschijnlijk) vader van koningin Nefertiti

## Aton-priester
De koning was eerst een priester in de Aton-cultus, toen volgde hij de koning op. Eje was een van de belangrijke figuren in de Aton-cultus, hij had de titel superintendant van de koninklijke paarden en Gods vader, een priesterlijke titel. Hij had waarschijnlijk bloedbanden met Achnaton. Mogelijk was hij de broer van Teye en/of de vader van Nefertiti, maar dit is echter niet zeker. In Amarna liet hij een groot graf voor zichzelf bouwen, maar dit is echter onafgewerkt. Na de dood van Achnaton was hij een van de vertrouwensmannen van Toetanchamon en had hij hoogstwaarschijnlijk het bestuur van het rijk in handen.

## Farao
Na de dood van Toetanchamon volgde Eje hem op, al zou hij aanvankelijk mogelijk enkel regent zijn geweest voor Toetanchamons weduwe Anchesenamon. Uit een brief, teruggevonden in de Hettitische hoofdstad Hattusa, blijkt dat Anchesenamon de Hettitische koning Suppiluliuma I had verzocht om een zoon te sturen om het bewind van Egypte over te nemen. Dit verzoek werd met het nodige wantrouwen ontvangen in Hattusa, maar na een gezant te hebben uitgestuurd om de zaak te onderzoeken, stuurde Suppiluliuma inderdaad een van zijn zoons. Maar deze prins Zannanza werd onderweg vermoord, hetgeen mogelijk werd gedaan door strijdkrachten trouw aan generaal Horemheb, wat tot een langdurige strijd met de Hettieten zou leiden. Dit is duidelijk zichtbaar in het graf van Toetanchamon, waar hij de mondopeningsceremonie verricht bij de overleden farao. Hij huwde met de vrouw van Toetanchamon, Anchesenamon, die eveneens de zus van Toetanchamon was en hij volgde dezelfde politiek van zijn voorganger.
Eje was echter al oud toen hij de troon besteeg en hij was zich bewust van de ambities van de generaal Horemheb. Daarom benoemde hij de militair Nachtmin - mogelijk zijn kleinzoon - tot zijn opvolger. Dit bleek echter een maat voor niets, want nog voor Eje's derde regeringsjaar was Nachtmin al uit de documenten verdwenen (en mogelijk dus gestorven). Horemheb zou hem, nadat Eje vier jaar had geregeerd, opvolgen en een damnatio memoriae over hem en zijn voorgangers uitspreken.

## Bouwwerken
- Graf in de Vallei der Koningen: Graf DK 23
- Graf in Amarna: Amarna Graf 25

## Galerij

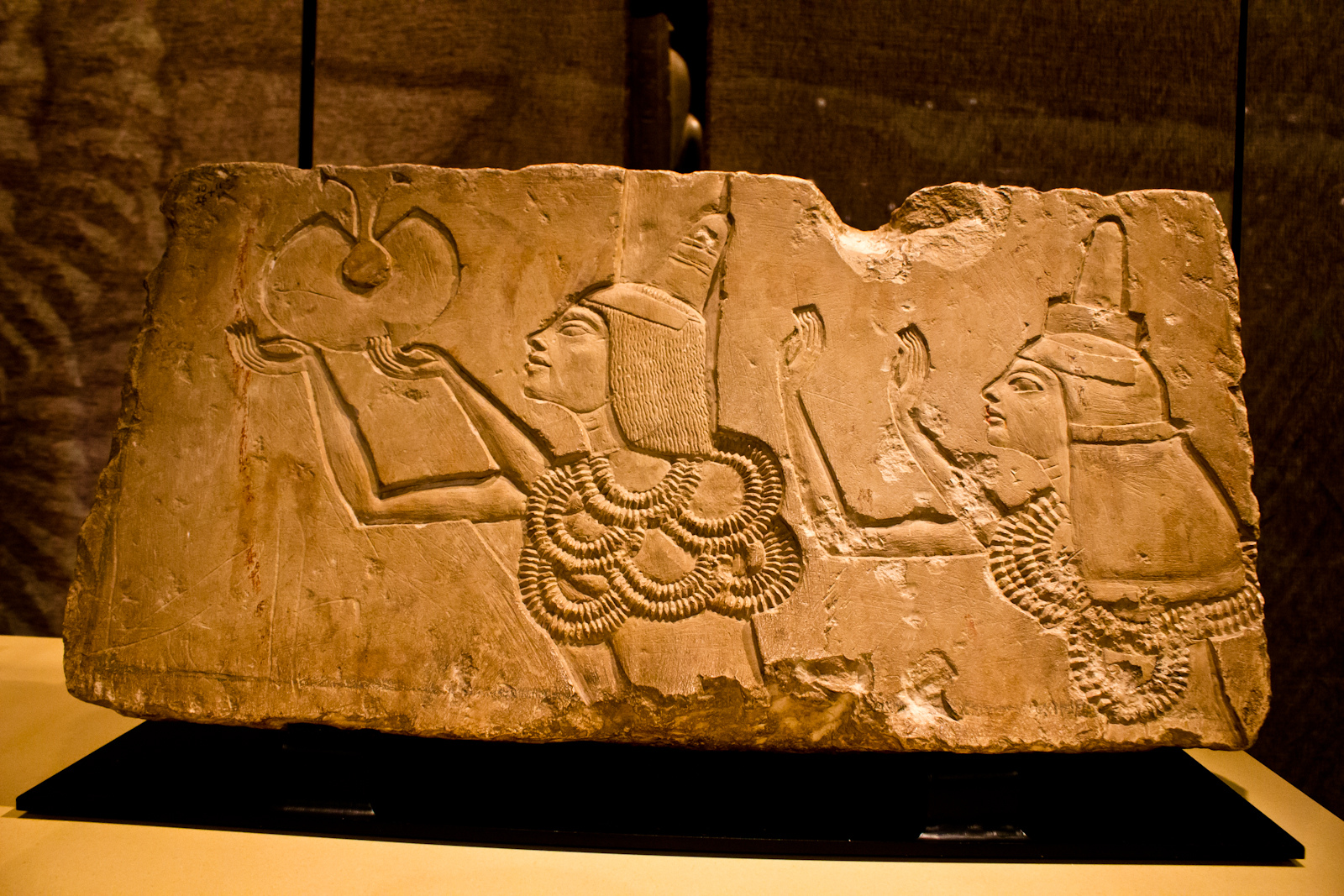
Eje en zijn echtgenote ontvangen het eregoud van Achnaton Tentoonstelling "Tutankhamun: The Golden King and the Great Pharoahs" (2012), Pacific Science Center (Seattle)

- Gemeinsame Normdatei: 123879620
- Virtual International Authority File: 23060326
- WorldCat: E39PBJr7XXK7tMghMjR7bxhGpP